# Crescenzio La Gamba
Crescenzio La Gamba (* vor 1750, tätig in der zweiten Hälfte des 18. Jahrhunderts in Neapel) war ein Maler des Klassizismus in Neapel.

## Leben
Über seinen Ausbildungsgang ist nichts bekannt; wahrscheinlich war er, wie sein mutmaßlicher Vater Antonio Gamba (tätig 1718–1759), Schüler von Francesco Solimena. Er war vorwiegend als Freskenmaler mythologischen Inhalts tätig.
Gemeinsam mit Antonio Dominici arbeitete er an mehreren Projekten.

## Werke (Auswahl)
- Theater im Palast von Caserta: Tafelbild „Apoll zertritt die Pytia“ und Fresken der neun Musen (um 1760)
- Palazzo Reale, Gran Sala des Hoftheaters (Teatro di Corte) in Neapel: Fresken (zusammen mit Antonio Dominici)
- Villa Campolieto (Herculaneum): Gemälde “Vier Jahreszeiten” und “Mythologische Szenen”
- Chiesa San Giovannino (Ottaviano): Deckenfresken (1759)
- Castel Capuano: Fresken